# Helgeland

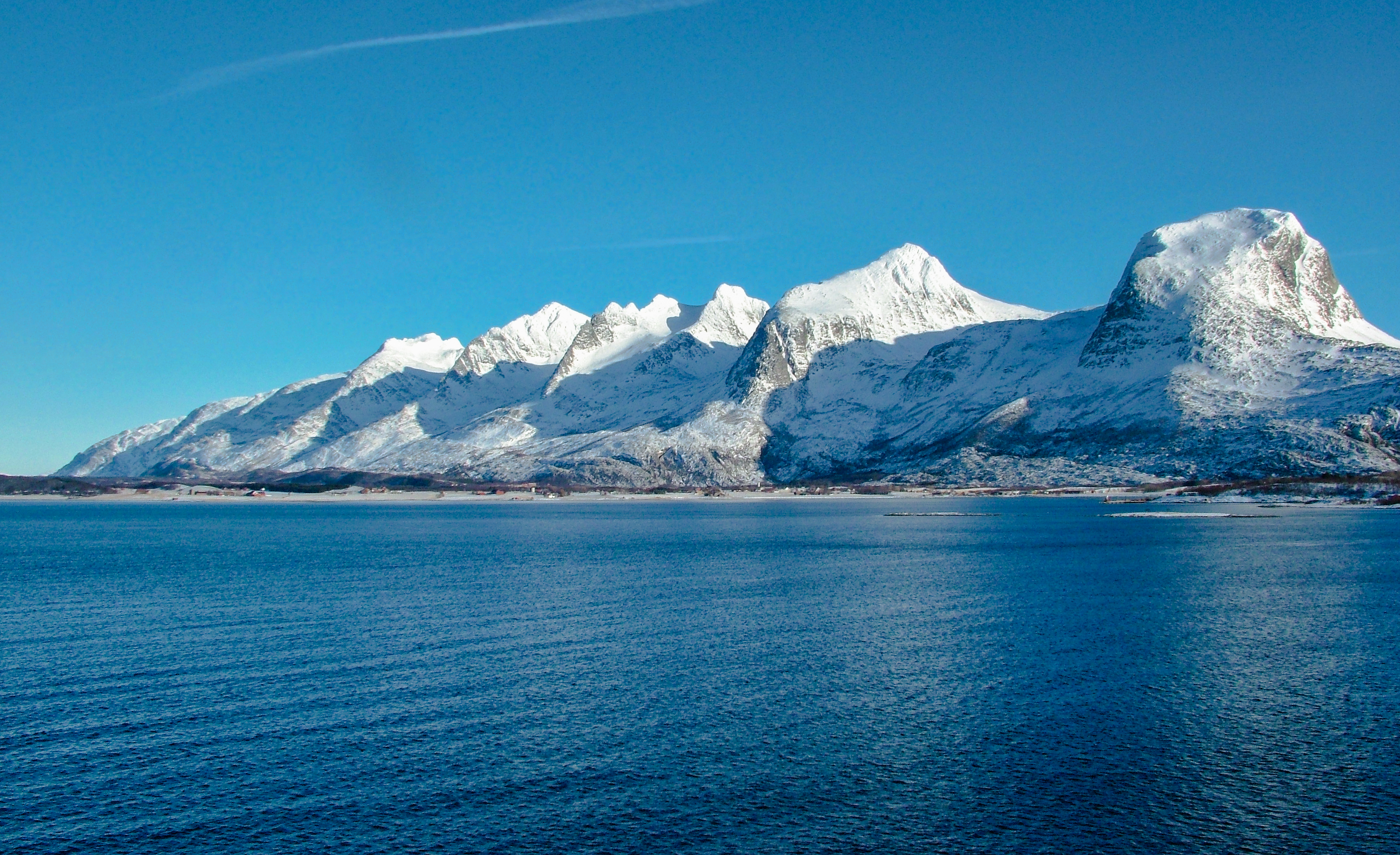
Las Siete Hermanas en Alstahaug. Aunque en realidad son seis montañas.

Helgeland es un distrito del norte de Noruega. En general, se denomina Helgeland a la zona de la provincia de Nordland que se encuentra al sur del círculo polar ártico.
En la Edad Media, Hålogaland se refería a todo el territorio al norte de Trøndelag y era un reino independiente antes de la cristianización de Noruega, que también incluía la mayor parte de Troms y en ocasiones se extendía a la zona dominada por los Sámi (Finnmark, Laponia sueca, el norte de Finlandia y el noroeste de Rusia). Hålogaland ocupa un lugar destacado en las sagas. Las diosas Þorgerðr Hölgabrúðr e Irpa de la saga Jómsvíkinga probablemente procedían de Hálogaland y probablemente eran adoradas principalmente allí. Probablemente el habitante más conocido de Hålogaland fue el navegante y comerciante Ottar, cuyo relato de su tierra natal ocupó un lugar en la traducción de Alfredo el Grande de la Historia Universal de Orosius.
El nombre no deriva de la misma raíz que santo, como afirmaba Adam von Bremen, sino de un nombre popular háleygir. En la Younger Edda de Snorri Sturluson deriva de un rey mítico Holgi. Holgi, a su vez, se dice que fue el sucesor del hijo de Odín Sæming (Sembrador).

## Geografía
La región abarca la parte meridional del condado de Norland y se extiende desde el municipio de Træna en el oeste  hasta el municipio de Bindal en el sur. El territorio se divide tradicionalmente en dos áreas principales:
- Helgeland Interior: Compuesta por valles y montañas del interior, dominados por bosques y lagos.
- Helgeland Costero: Conocido por sus numerosos fiordos, islas y montañas costeras, entre las que destaca la cadena montañosa de las Siete Hermanas (De syv søstre).

Entre las principales ciudades de la región se encuentra Mo i Rana, Mosjøen, Sandnessjøen y Brønnøysund. La costa de Helgeland es famosa por su diversidad de archipiélagos, como Vegaøyan, Patrimonio de la Humanidad por la Unesco.

## Historia
Helgeland ha estado habitada desde tiempos prehistóricos, como lo demuestran diversos hallazgos arqueológicos. Durante la Edad Media, formó parte de la región más amplia de Hålogaland, que se extendía hasta Tromsø. La región jugó un papel importante en la historia vikinga, sirviendo como base para el comercio marítimo y las expediciones de exploración hacia el norte.
En la actualidad, Helgeland conserva una fuerte identidad cultural, reflejada en su folclore, artesanía y festividades tradicionales.

## Economía
La economía de Helgeland se sustenta en actividades como la pesca, la acuicultura, la industria maderera y la minería, además de un creciente sector turístico. Mo i Rana alberga uno de los mayores centros industriales del norte de Noruega, con actividades centradas en la producción de aluminio y acero.
La agricultura también desempeña un papel relevante, especialmente en las áreas interiores, donde predominan la ganadería y el cultivo de cereales.

## Cultura
Helgeland posee una rica tradición cultural, con numerosas leyendas locales, como la de las Siete Hermanas, y una prolífica producción artística contemporánea. La música tradicional y el teatro comunitario tienen una fuerte presencia, y festivales como el Helgeland Kammermusikkfestival atraen visitantes de toda Noruega.
El dialecto local, característico por sus particularidades fonéticas y léxicas, es un elemento distintivo de la identidad regional.

## Patrimonio natural
Helgeland alberga varios parques nacionales, como el Parque Nacional de Lomsdal–Visten, que protegen ecosistemas variados de tundra, bosques boreales y zonas húmedas. El paisaje montañoso y costero es hábitat de una rica fauna que incluye alces, renos y numerosas especies de aves marinas.
La región es conocida por sus espectaculares formaciones geológicas, como el Glaciar Svartisen y la Cueva Grønligrotta.

## Demografía
La población de Helgeland está distribuida principalmente en núcleos urbanos pequeños y comunidades costeras. El idioma oficial es el noruego, aunque existen variaciones dialectales locales. En los últimos años, la región ha experimentado una ligera disminución demográfica, tendencia común en las áreas rurales de Noruega.

## Transporte
Helgeland cuenta con una red de carreteras y servicios de ferry que conectan las islas con el continente. Además, varias localidades disponen de aeropuertos regionales, como el Aeropuerto de Mo i Rana y el Aeropuerto de Brønnøysund, facilitando la conexión con otras partes de Noruega.
La navegación sigue siendo un medio de transporte esencial, especialmente en la costa y el archipiélago.

## Organización
Helgeland se divide por lo general en las siguientes secciones:
- Helgeland del sur (o suroeste), que comprende a los municipios de Bindal, Sømna, Brønnøy, Vega y Vevelstad.
- Helgeland central, que a veces se subdivide en dos regiones
  - Helgeland del interior, que se compone de los municipios de Grane (Nordland), Hattfjelldal y Vefsn, la capital de Vefsn es la ciudad de Mosjøen.
  - Helgeland exterior, que abarca los municipios de Leirfjord, Alstahaug, Herøy y Dønna.
- Helgeland del norte, que abarca los municipios de Hemnes, Rana, Nesna, Lurøy, Træna y Rødøy.[26]